# Andreaea frigida
Andreaea frigida là một loài rêu trong họ Andreaeaceae. Loài này được Huebener mô tả khoa học đầu tiên năm 1834.